# The Legacy at Millennium Park
Il The Legacy at Millennium Park è un grattacielo di 72 piani situato a Chicago, nello stato dell'Illinois, negli Stati Uniti. Con un'altezza di 249,56 metri, è il sedicesimo edificio più alto di Chicago.